# Кулешов, Пётр Фёдорович
Пётр Фёдорович Кулешо́в (27 декабря 1906, Лопасненский район — 29 октября 1990, Москва) — советский хозяйственный, государственный и политический деятель, Герой Социалистического Труда. Член КПСС с 1927 года.

## Биография
Родился в 1906 году в Чеховском районе в семье крестьянина-бедняка. В 1922 году вступил в комсомол, работал заведующим избой-читальней, избирался секретарём волостных организаций комсомола в Алексеевскиой и Липецкой волостях Серпуховского уезда. С 1926 по 1929 годы учился на рабфаке имени Артёма, затем — Московского высшего технического училища имени Баумана. 
С 1928 года — на хозяйственной, общественной и политической работе. С 1932 года работал на московском заводе «Станколит». Сперва — технолог, затем начальник земледельного, плавильного, второго литейного цехов завода, начальник производства. С 1941 года — главный инженер, с 1952 года по 1973 годы — директор. 
Указом Президиума Верховного Совета СССР от 8 августа 1966 года присвоено звание Героя Социалистического Труда с вручением ордена Ленина и золотой медали «Серп и Молот».
Умер в Москве в 1990 году. Похоронен на Кунцевском кладбище г. Москвы (12 участок.)